# (5184) Cavaillé-Coll
(5184) Cavaillé-Coll est un astéroïde de la ceinture principale.

## Description
(5184) Cavaillé-Coll est un astéroïde de la ceinture principale découvert le 16 août 1990 par Eric Walter Elst à l'observatoire royal de Belgique.
Il a été nommé en hommage au facteur d'orgues français Aristide Cavaillé-Coll (1811-1899).